# Pheidole darlingtoni
Pheidole darlingtoni är en myrart som beskrevs av Wheeler 1936. Pheidole darlingtoni ingår i släktet Pheidole och familjen myror. Inga underarter finns listade i Catalogue of Life.